# Tomás Avilés
Tomás Agustín Avilés Mancilla (Río Gallegos, 3 febbraio 2004) è un calciatore argentino, difensore dell'Inter Miami.

## Carriera

### Club
Gauto ha esordito con il Racing Club il 27 febbraio 2023 contro il Tigre.
Il 1º agosto 2023 viene acquistato dall'Inter Miami.

### Nazionale
Nel 2023, dopo aver disputato il campionato sudamericano Under-20 con il Cile, ha deciso di accettare la convocazione della nazionale Under-20 argentina per prendere parte al Mondiale di categoria nello stesso anno.

## Statistiche

### Presenze e reti nei club
Statistiche aggiornate al 14 giugno 2025.
| Stagione           | Squadra            | Campionato         | Campionato | Campionato | Coppe nazionali | Coppe nazionali | Coppe nazionali | Coppe continentali | Coppe continentali | Coppe continentali | Altre coppe | Altre coppe | Altre coppe | Totale | Totale | Totale |
| Stagione           | Squadra            | Comp               | Pres       | Reti       | Comp            | Pres            | Reti            | Comp               | Pres               | Reti               | Comp        | Pres        | Reti        | Pres   | Reti   |        |
| ------------------ | ------------------ | ------------------ | ---------- | ---------- | --------------- | --------------- | --------------- | ------------------ | ------------------ | ------------------ | ----------- | ----------- | ----------- | ------ | ------ | ------ |
| gen.-lug. 2023     | Racing Club        | PD                 | 15         | 0          | CA+CdL          | 1+0             | 0               | CL                 | 4                  | 0                  | -           | -           | -           | 20     | 0      |        |
| ago.-dic. 2023     | Inter Miami        | MLS                | 11         | 1          | USOC            | 1               | 0               | -                  | -                  | -                  | LC          | 0           | 0           | 12     | 1      |        |
| 2024               | Inter Miami        | MLS                | 27+3       | 0          | -               | -               | -               | CCC                | 4                  | 1                  | LC          | 3           | 0           | 37     | 1      |        |
| 2025               | Inter Miami        | MLS                | 15         | 1          | -               | -               | -               | CCC                | 4                  | 0                  | Cmc+LC      | 4+0         | 0           | 23     | 1      |        |
| Totale Inter Miami | Totale Inter Miami | Totale Inter Miami | 53+3       | 2          |                 | 1               | 0               |                    | 8                  | 1                  |             | 7           | 0           | 72     | 3      |        |
| Totale carriera    | Totale carriera    | Totale carriera    | 71         | 2          |                 | 2               | 0               |                    | 12                 | 1                  |             | 7           | 0           | 92     | 3      |        |

## Palmarès

### Club

#### Competizioni nazionali
- MLS Supporters' Shield: 1

Inter Miami: 2024

#### Competizioni internazionali
- Leagues Cup: 1

Inter Miami: 2023